# Fiordo di Arsuk

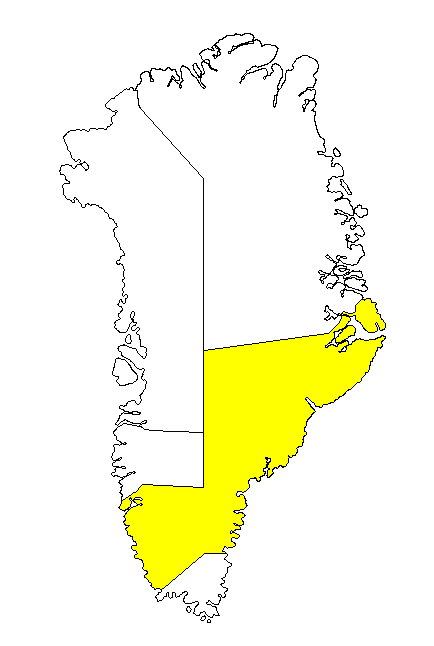
Comune di Sermersooq, dove si trova il Fiordo di Arsuk

Il fiordo di Arsuk è un fiordo della Groenlandia lungo 30 km; si trova all'estremo sud dell'isola e sbocca nella costa ovest, nel Mare del Labrador. Appartiene al comune di Sermersooq. Sebbene piccolo ospita tre centri: Kangilinnguit al fondo, Arsuk e Ivittuut presso la bocca (quest'ultimo è abbandonato).